# Hønefoss BK
Hønefoss Ballklubb is een Noorse voetbalclub uit Hønefoss uit de provincie Buskerud. De club is opgericht op 4 februari 1895 en werkt de wedstrijden af in de AKA Arena.

## Geschiedenis
De club kwam tot stand na een fusie tussen IF Liv, Fossekallen IF en Hønefoss AIL. In 2002 werd de huidige naam aangenomen.
In 2007 werd besloten een nieuw stadion te bouwen in Hønefoss. Na twee jaar werd de nieuwe AKA Arena in gebruik genomen. In datzelfde jaar nog promoveerde Hønefoss voor het eerst in zijn geschiedenis naar de Eliteserien, door als nummer twee te eindigen in de 1. divisjon. Echter na één seizoen degradeerde de club terug naar het tweede niveau na play-off wedstrijden waarin uiteindelijk werd verloren van Fredrikstad FK.
In het seizoen 2011, één jaar na de degradatie van de club, werd beslag gelegd op de titel in de tweede klasse onder leiding van trainer-coach Leif Smerud. De club promoveerde dus voor de tweede keer in de historie naar de Eliteserien, de hoogste voetbalcompetitie in Noorwegen en kon zich direct handhaven met een dertiende plaats. In 2013 degradeerde Hønefoss BK naar de 1. divisjon.
De seizoenen erop ging het bergafwaarts met de vereniging. In 2015 degradeerde het naar de amateurs (2. divisjon), drie jaar later naar de 3. divisjon (vierde klasse). In 2024 keerde HBK terug op het hoogste amateurniveau.

## Eindklasseringen
| Seizoen | №                                              | Clubs                                          | Divisie                                        | Duels                                          | Winst                                          | Gelijk                                         | Verlies                                        | Doelsaldo                                      | Punten                                         | Tsch  |
| ------- | ---------------------------------------------- | ---------------------------------------------- | ---------------------------------------------- | ---------------------------------------------- | ---------------------------------------------- | ---------------------------------------------- | ---------------------------------------------- | ---------------------------------------------- | ---------------------------------------------- | ----- |
| 1999    | 8                                              | 14                                             | 1. divisjon                                    | 26                                             | 10                                             | 5                                              | 11                                             | 43–42                                          | 35                                             |       |
| 2000    | 7                                              | 14                                             | 1. divisjon                                    | 26                                             | 10                                             | 4                                              | 12                                             | 45–42                                          | 34                                             |       |
| 2001    | 9                                              | 16                                             | 1. divisjon                                    | 30                                             | 10                                             | 10                                             | 10                                             | 45–54                                          | 40                                             |       |
| 2002    | 4                                              | 16                                             | 1. divisjon                                    | 30                                             | 18                                             | 4                                              | 8                                              | 64–36                                          | 58                                             | 976   |
| 2003    | 5                                              | 16                                             | 1. divisjon                                    | 30                                             | 16                                             | 7                                              | 7                                              | 55–41                                          | 55                                             | 1.526 |
| 2004    | 12                                             | 16                                             | 1. divisjon                                    | 30                                             | 11                                             | 4                                              | 15                                             | 52–54                                          | 37                                             | 909   |
| 2005    | 4                                              | 16                                             | Adeccoligaen                                   | 30                                             | 17                                             | 5                                              | 8                                              | 52–41                                          | 56                                             | 1.055 |
| 2006    | 4                                              | 16                                             | Adeccoligaen                                   | 30                                             | 15                                             | 6                                              | 9                                              | 64–47                                          | 51                                             | 1.058 |
| 2007    | 10                                             | 16                                             | Adeccoligaen                                   | 30                                             | 8                                              | 11                                             | 11                                             | 34–52                                          | 35                                             | 733   |
| 2008    | 5                                              | 16                                             | Adeccoligaen                                   | 30                                             | 15                                             | 6                                              | 9                                              | 47–33                                          | 51                                             | 840   |
| 2009    | 2                                              | 16                                             | Adeccoligaen                                   | 30                                             | 16                                             | 8                                              | 6                                              | 61–32                                          | 56                                             | 1.847 |
| 2010    | 14                                             | 16                                             | Tippeligaen                                    | 30                                             | 7                                              | 6                                              | 17                                             | 28–62                                          | 27                                             | 3.313 |
| 2011    | 1                                              | 16                                             | Adeccoligaen                                   | 30                                             | 16                                             | 9                                              | 5                                              | 61–28                                          | 57                                             | 1.441 |
| 2012    | 13                                             | 16                                             | Tippeligaen                                    | 30                                             | 7                                              | 12                                             | 11                                             | 30–42                                          | 33                                             | 2.891 |
| 2013    | 16                                             | 16                                             | Tippeligaen                                    | 30                                             | 6                                              | 11                                             | 13                                             | 34–47                                          | 29                                             | 2.718 |
| 2014    | 11                                             | 16                                             | 1. divisjon                                    | 30                                             | 12                                             | 4                                              | 14                                             | 39–55                                          | 40                                             | 1.554 |
| 2015    | 16                                             | 16                                             | 1. divisjon                                    | 30                                             | 7                                              | 7                                              | 16                                             | 35–52                                          | 28                                             | 1.397 |
| 2016    | 3                                              | 14                                             | 2. divisjon (2)                                | 26                                             | 12                                             | 6                                              | 8                                              | 49–35                                          | 42                                             | ??    |
| 2017    | 10                                             | 14                                             | 2. divisjon (2)                                | 26                                             | 9                                              | 5                                              | 12                                             | 35–41                                          | 32                                             | ??    |
| 2018    | 13                                             | 14                                             | 2. divisjon (2)                                | 26                                             | 5                                              | 5                                              | 16                                             | 38–67                                          | 20                                             | ??    |
| 2019    | 4                                              | 14                                             | 3. divisjon (6)                                | 26                                             | 14                                             | 5                                              | 7                                              | 67–40                                          | 47                                             | ??    |
| 2020    | Seizoen geannuleerd vanwege de coronapandemie. | Seizoen geannuleerd vanwege de coronapandemie. | Seizoen geannuleerd vanwege de coronapandemie. | Seizoen geannuleerd vanwege de coronapandemie. | Seizoen geannuleerd vanwege de coronapandemie. | Seizoen geannuleerd vanwege de coronapandemie. | Seizoen geannuleerd vanwege de coronapandemie. | Seizoen geannuleerd vanwege de coronapandemie. | Seizoen geannuleerd vanwege de coronapandemie. |       |
| 2021    | 4                                              | 14                                             | 3. divisjon (2)                                | 13                                             | 7                                              | 4                                              | 2                                              | 28–18                                          | 25                                             | ??    |
| 2022    | 7                                              | 14                                             | 3. divisjon (2)                                | 26                                             | 11                                             | 4                                              | 11                                             | 56–46                                          | 47                                             | ??    |
| 2023    | 2                                              | 14                                             | 3. divisjon (2)                                | 26                                             | 24                                             | 1                                              | 1                                              | 80–19                                          | 73                                             | ??    |

## Bekende (oud-)spelers

### Internationals
De navolgende Europese voetballers kwamen als speler van Hønefoss BK uit voor een vertegenwoordigend A-elftal. Tot op heden is Aleksandr Dmitrijev degene met de meeste interlands achter zijn naam. Hij kwam als speler van Hønefoss BK in totaal 34 keer uit voor het Estische nationale elftal.
| Naam                | Van        | Tot        | Totaal | Nationaal elftal |
| ------------------- | ---------- | ---------- | ------ | ---------------- |
| Arnór Aðalsteinsson | 24.02.2012 | 14.11.2012 | 2      | IJsland          |
| Aleksandr Dmitrijev | 27.05.2008 | 22.12.2010 | 34     | Estland          |
| Frode Grodås        | 21.08.2002 | 07.09.2002 | 2      | Noorwegen        |
| Toni Kolehmainen    | 11.09.2012 | 05.03.2014 | 5      | Finland          |
| Riku Riski          | 22.01.2012 | 16.11.2013 | 12     | Finland          |
| Kristján Sigurðsson | 11.08.2010 | 07.10.2011 | 9      | IJsland          |